# Припіяло Сергій Вікторович
Сергі́й Ві́кторович Припіяло (* 1982) — український легкоатлет; дворазовий срібний призер Дефлімпійських ігор.

## З життєпису
Народився 1982 року. Чемпіон і бронзовий призер чемпіонату Європи 2003 року з легкої атлетики (дефлімпієць), дворазовий срібний призер Дефлімпійських ігор з легкої атлетики-2005. Стрибун в довжину і висоту; представляв місто Бориспіль.
Надалі — тренер-викладач ДЮСШ «Шанс».